# Damscheid
Damscheid település Németországban, Rajna-vidék-Pfalz tartományban. Lakosainak száma 655 fő (2023. december 31.). Damscheid Oberwesel, Niederburg, Birkheim, Pfalzfeld, Lingerhahn, Laudert, Wiebelsheim és Perscheid községekkel határos.

## Népesség
A település népességének változása:
| Lakosok száma | 519  | 640  | 638  | 642  | 661  | 671  | 655  |
|               | 1975 | 2010 | 2017 | 2019 | 2021 | 2022 | 2023 |